# Denkstein des Ludeke Mozellenburch

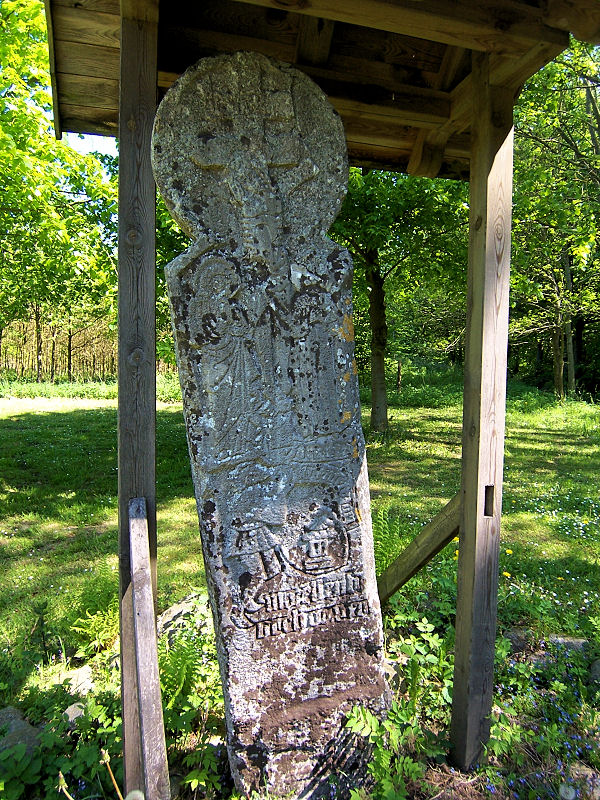
Denkstein für Ludeke Mozellenburch

Der Denkstein für Ludeke Mozellenburch in Everstorf bei Grevesmühlen ist eines der ältesten Denkmale im Landkreis Nordwestmecklenburg. Als Mordwange erinnert der mittelalterliche Stein am Ort der Tat heute noch an das Opfer des Gewaltverbrechens.

## Der Stein
Der Sühnestein befindet sich nördlich der Bundesstraße 105 in Everstorf am Weg von Grevesmühlen nach Hoikendorf. Der Kalkstein ist eine 2,14 Meter hohe Wange mit rundem Kopf von etwa fünfzig Zentimeter Breite, der auf beiden Seiten als Relief bearbeitet ist. Er ist durch Verwitterung stark angegriffen und daher durch ein Schutzdach gesichert. Auf beiden Seiten der Wange ist ein Kruzifix zu sehen. Auf der östlichen Seite zeigt das Bild einen unbewaffneten Mann, wohl den an dieser Stelle 1391 erschlagenen Bürger der Hansestadt Wismar Ludeke Mozellenburch. Auf der westlichen Seite stehen neben dem Kruzifix Maria und Johannes. Darunter kniet das schon auf der anderen Seite abgebildete Opfer neben seinem Familienwappen. Diese nach Wismar gerichtete Seite enthält die Aufforderung „miserere mei.“ (lat.: erbarme dich meiner). Darunter „Ano : dni : m : ccc : xci : ipo : die dece : miliu : ludeke : mo : zellebuch : ciuis : i : wismer : h' : it' : fect' : est. or : deu : p : eo“ 
(Im Jahr des Herrn 1391 am Tag der zehntausend [Märtyrer, also am 22. Juni] ist Ludeke Mozellenburch, Bürger Wismars, hier erschlagen worden. Bittet Gott für ihn., d. h. für sein Seelenheil). 
Auch auf der westlichen Seite befinden sich zwei Spruchbänder: Vor dem Knienden, also als seine Worte dargestellt: „o : mater : dei : memento mei“ (O Mutter Gottes: gedenke meiner) und darunter erläuternd: „mozellenburch or : p : eo“ (Mozellenburch: betet für ihn).